# Kamiennik Wielki
Kamiennik Wielki (niem. Groß Stobayn) – wieś w Polsce położona w województwie warmińsko-mazurskim, w powiecie elbląskim, w gminie Milejewo na Wysoczyźnie Elbląskiej w pobliżu drogi krajowej nr .

## Nazwa
Niemiecka nazwa Stobayn prawdopodobnie wywodzi się z języka staropruskiego od słowa stabis oznaczająca kamień. Przed wojną funkcjonowały 3 warianty niemieckiej nazwy miejscowości: Groß Stobayn, Groß Stoboy, Groß Stoboi.

## Historia[4]
Na terenie wsi istniała staropruska osada Pogezan. Według badaczy niemieckich (C.E. Rhode) założona przez komtura elbląskiego Ludwika von Schupfa, ale nie ma na to dokumentów. Pierwsza wzmianka z 28 sierpnia 1320, kiedy komtur elbląski Heinrich von Isenberg potwierdził, że Helmich kupił sołectwo Stobayn z 70 włók ziemi założone przez Gerharda von Horsdorff. Młyn wodny nad strumieniem Rogowo zbudowany został w czasach krzyżackich. W trakcie wojny trzynastoletniej z nadania polskiego króla przekazano wieś klasztorowi brygidek z Elbląga. W 1521 roku w obliczu opuszczenia miasta przez zakon wieś wróciła w posiadanie Elbląga. Na styku z Pomorską Wsią zbudowano młyn papierniczy. Z drewna z pobliskich lasów w latach 1570-1571 zbudowano galeon Zygmunta Augusta. Ze względu na uczęszczany trakt biegnący przez wieś powstała karczma. Wieś okręgu sędziego ziemskiego Elbląga w XVII i XVIII wieku. 
Po pierwszym rozbiorze Polski wieś należała do Królestwa Prus. W 1820 roku wieś miała 65 włók ziemi i 12 gospodarstw. W tym roku zbudowano też budynek szkolny. W latach 1848–1850 przeprowadzono separację, czyli rozdzielenie i scalanie gruntów. W wyniku tego gospodarka wspólnotową gospodarkę gminną zastąpiła własność, gdzie każdy właściciel otrzymał swoją działkę.
W 1894 roku odbywały się w okolicy manewry wojskowe. W ich trakcie 10 września wieś odwiedził cesarz Wilhelm II. Ponownie przejeżdżał on przez wieś 2 czerwca 1899 roku. 9 października 1921 roku odsłonięto pomnik żołnierzy poległych w I wojnie światowej. Został zniszczony po 1945 roku.
W latach 1975–1998 miejscowość administracyjnie należała do województwa elbląskiego.

## Gospodarka
We wsi przeważają działalności z zakresu przetwórstwa przemysłowego, budownictwa, handlu hurtowego i naprawy pojazdów. Większość firm stanowią mikroprzedsiębiorstwa.

## Demografia

### Ludność[4][6]
- 1820 – 300 mieszkańców
- 1875 – 435 mieszkańców[7]
- 1894 – 550 mieszkańców
- 1925 – 533 mieszkańców
- 1998 – 546 mieszkańców
- 2011 – 558 mieszkańców

### Struktura płci (2011)[6]
- Kobiety: 49,1%
- Mężczyźni: 50,9%

### Struktura wiekowa (2011)[6]
- Przedprodukcyjny: 21,0%
- Produkcyjny: 69,0%
- Poprodukcyjny: 10,0%

## Zabytki
- obszerny dom podcieniowy z 1787 roku[8][4]